# 浅子清
浅子 清（あさこ きよし）は、日本の外交官。ムンバイ総領事、駐バーレーン特命全権大使を経て、中東調査会副理事長。

## 人物・経歴
埼玉県出身。1976年創価大学大学院中退、外務省入省。2003年在バーレーン日本国大使館次席。外務省中東アフリカ局中東第二課地域調整官を経て、在ヨルダン日本国大使館参事官を務め、2010年には臨時代理大使としてアンマンで原子力協定の締結を行った。2012年ムンバイ総領事。2014年駐バーレーン特命全権大使。2018年中東調査会副理事長。